# Frank Rankin
Frank G. Rankin, kanadski amaterski hokejist, * 1. april 1889, Stratford, Ontario, Kanada, † 23. julij 1932. 
Rankin je igral na položaju roverja za članski amaterski moštvi Toronto Eaton's in Toronto St. Michael's Majors v ligi Ontario Hockey Association. Leta 1961 je bil sprejet v Hokejski hram slavnih lige NHL. 

## Kariera
Rankin je začel igrati hokej na ledu v rodnem Stratfordu za tamkajšnji klub Stratford Hockey Club. Zatem se je preselil v ligo Ontario Hockey Association, v kateri je zastopal barve dveh članskih amaterskih moštev - Toronto Eaton's in Toronto St. Michael's Majors. Leta 1912 je na 5 tekmah dosegel 20 zadetkov. Čeprav ni nikoli osvojil Pokala Allan, se je v finale pokala uvrstil dvakrat. 
Leta 1924 je postal selektor kanadske reprezentance in jo na Zimskih olimpijskih igrah 1924 pripeljal do zlate kolajne.
Leta 1961 je bil posthumno, umrl je že leta 1932, sprejet v Hokejski hram slavnih lige NHL. 

## Pregled kariere
Odebeljeno - reprezentančni nastopi, glej tudi Statistika pri hokeju na ledu.
| Moštvo                       | Liga    | Sezona |    | Redni del | Redni del | Redni del | Redni del | Redni del | Redni del |   | Končnica | Končnica | Končnica | Končnica | Končnica | Končnica |
| ---------------------------- | ------- | ------ | -- | --------- | --------- | --------- | --------- | --------- | --------- | - | -------- | -------- | -------- | -------- | -------- | -------- |
| Moštvo                       | Liga    | Sezona | OT | G         | P         | T         | +/-       | KM        | OT        | G | P        | T        | +/-      | KM       |          |          |
| Stratford Hockey Club        | Ekshib. | 09/10  |    | 2         | 4         | 0         | 4         |           |           |   |          |          |          |          |          |          |
| Toronto Eaton's              | OHA-Sr. | 10/11  |    | 4         | 15        | 0         | 15        |           |           |   | 2        | 4        | 0        | 4        |          |          |
| Toronto Eaton's              | OHA-Sr. | 11/12  |    | 6         | 6         | 0         | 6         |           |           |   | 4        | 3        | 0        | 3        |          | 12       |
| Toronto St. Michael's Majors | OHA-Sr. | 12/13  |    | 5         | 22        | 0         | 22        |           |           |   | 4        | 4        | 0        | 4        |          |          |
| Toronto St. Michael's Majors | OHA-Sr. | 13/14  |    | 2         | 10        | 0         | 10        |           |           |   | 2        | 3        | 0        | 3        |          |          |
| Skupaj                       |         |        |    | 19        | 57        | 0         | 57        |           |           |   | 12       | 14       | 0        | 14       |          | 12       |